# یواس‌اس ساریباچی (ای‌یی-۲۱)
یواس‌اس ساریباچی (ای‌یی-۲۱) (به انگلیسی: USS Suribachi (AE-21)) یک کشتی بود که طول آن ۵۱۲ فوت (۱۵۶ متر) بود. این کشتی در سال ۱۹۵۵ ساخته شد.